# 新屋范姜祖堂
24°58′34″N 121°06′17″E / 24.976094°N 121.104597°E
新屋范姜祖堂，是位於臺灣桃園市新屋區新生里的祠堂，列市定古蹟。

## 由來

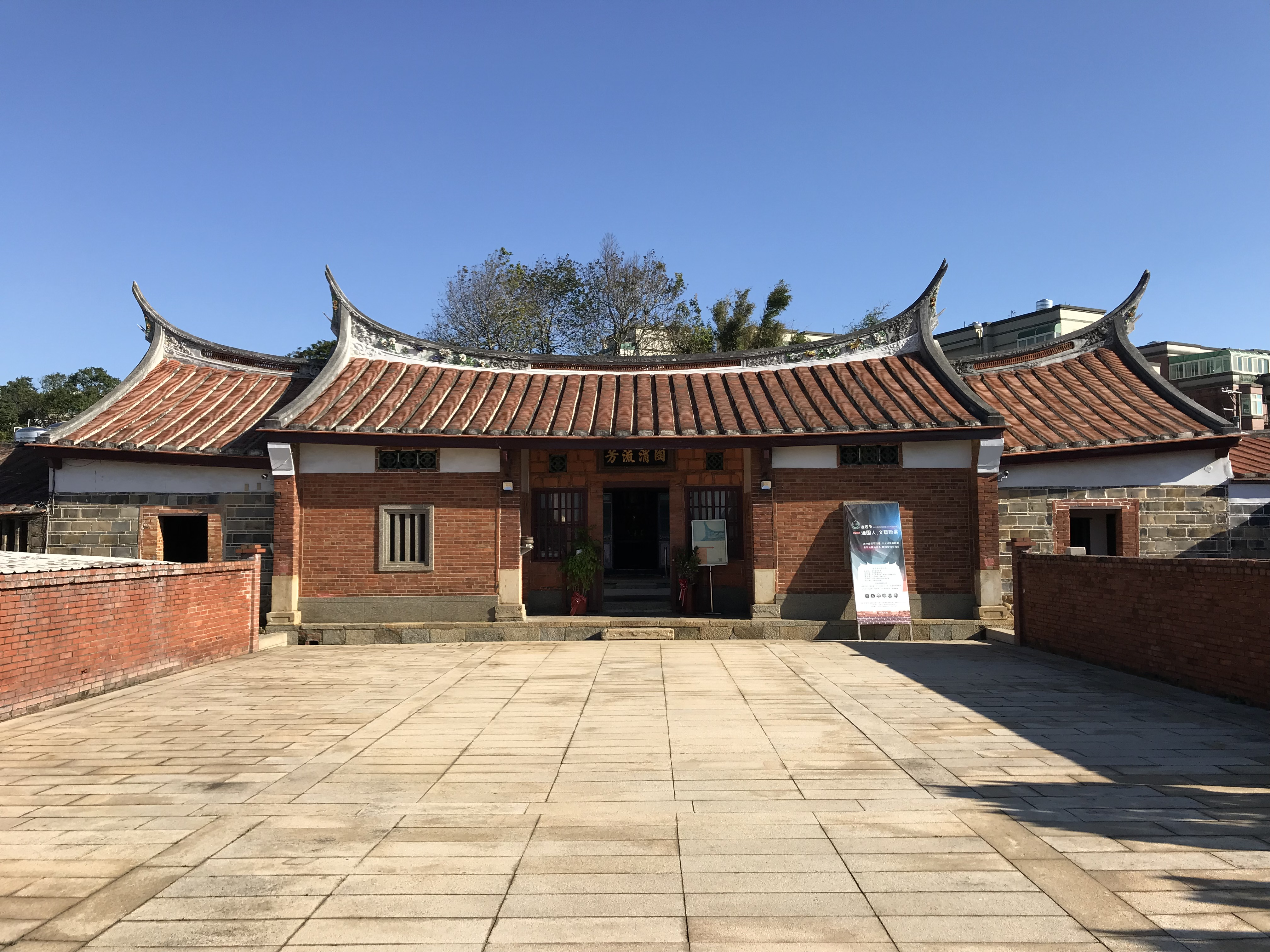
前堂

乾隆十六年（1751年），范姜殿高、范姜殿發、范姜殿章取得姜勝本墾號。范姜姓一族自紅毛港向東往桃園移動，但在至離番婆坟不遠的東勢時，族人遭原住民所殺，因此後退重新建立新家園，故稱「新屋」。隨著積累財富，范姜一族在新屋發展成地方仕紳，於乾隆二十七年（1762年）陸續建立公廳、屋舍，以自中國大陸進口的磚塊建屋，形成今日的范姜古屋群。今日留存的五間都在新屋區中正路115巷同一側，均屬於三合院建築。其中祖堂的前堂於咸豐五年（1855年）建立。

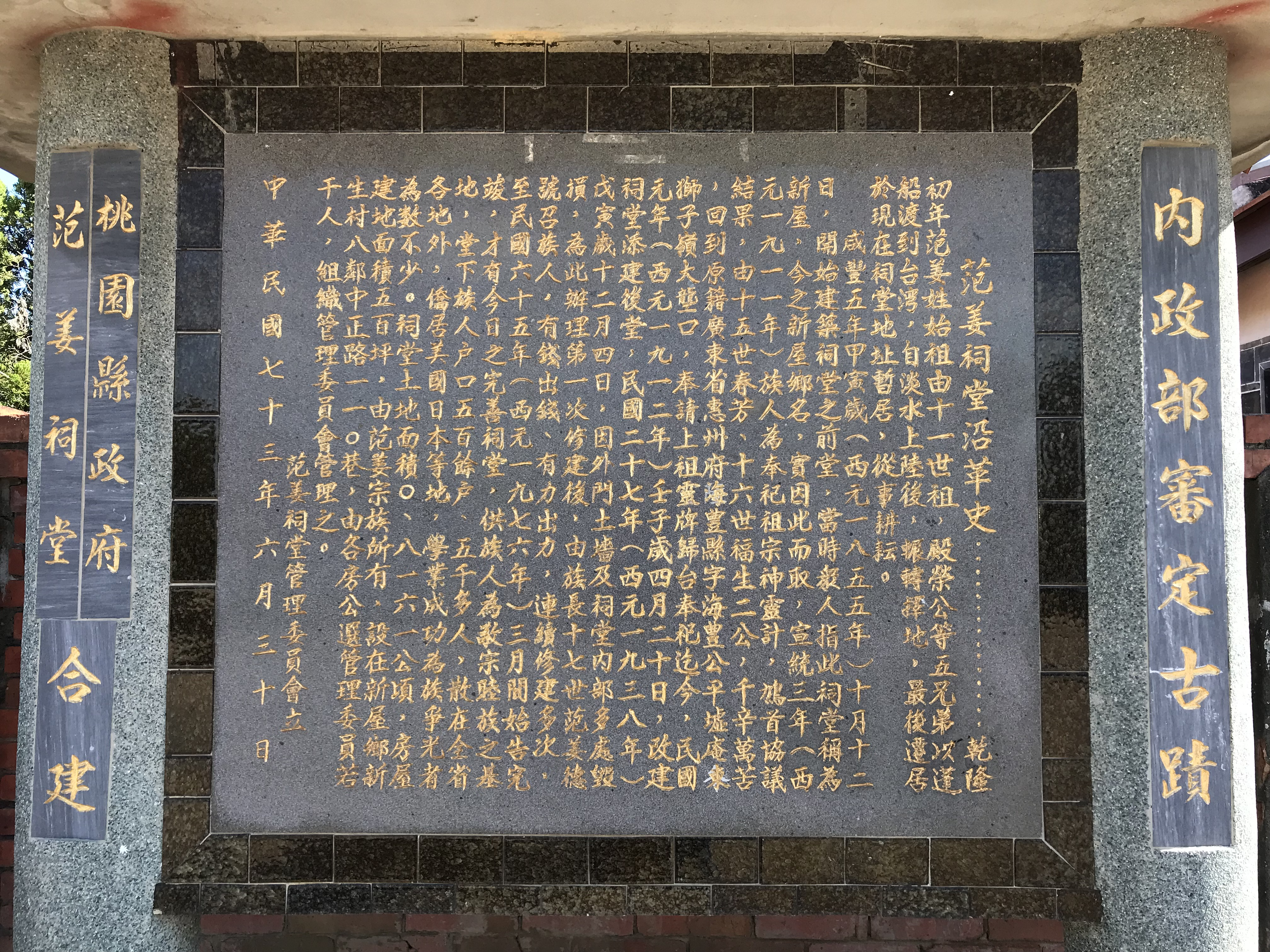
依沿革所載，祖堂於1912年添增後堂。1938年，由族長范姜德號召，作第一次修建，此後多次整建，至1976年3月才全數完工。建地達五百坪。

祖先牌位供奉於後堂中央，以前堂與後堂中間的內天井作為祭祖空間。國曆4月5日、農曆八月初一在此祭祖。八月初一是范姜等臺灣客家後裔，作祭祖的傳統日子。

## 修復

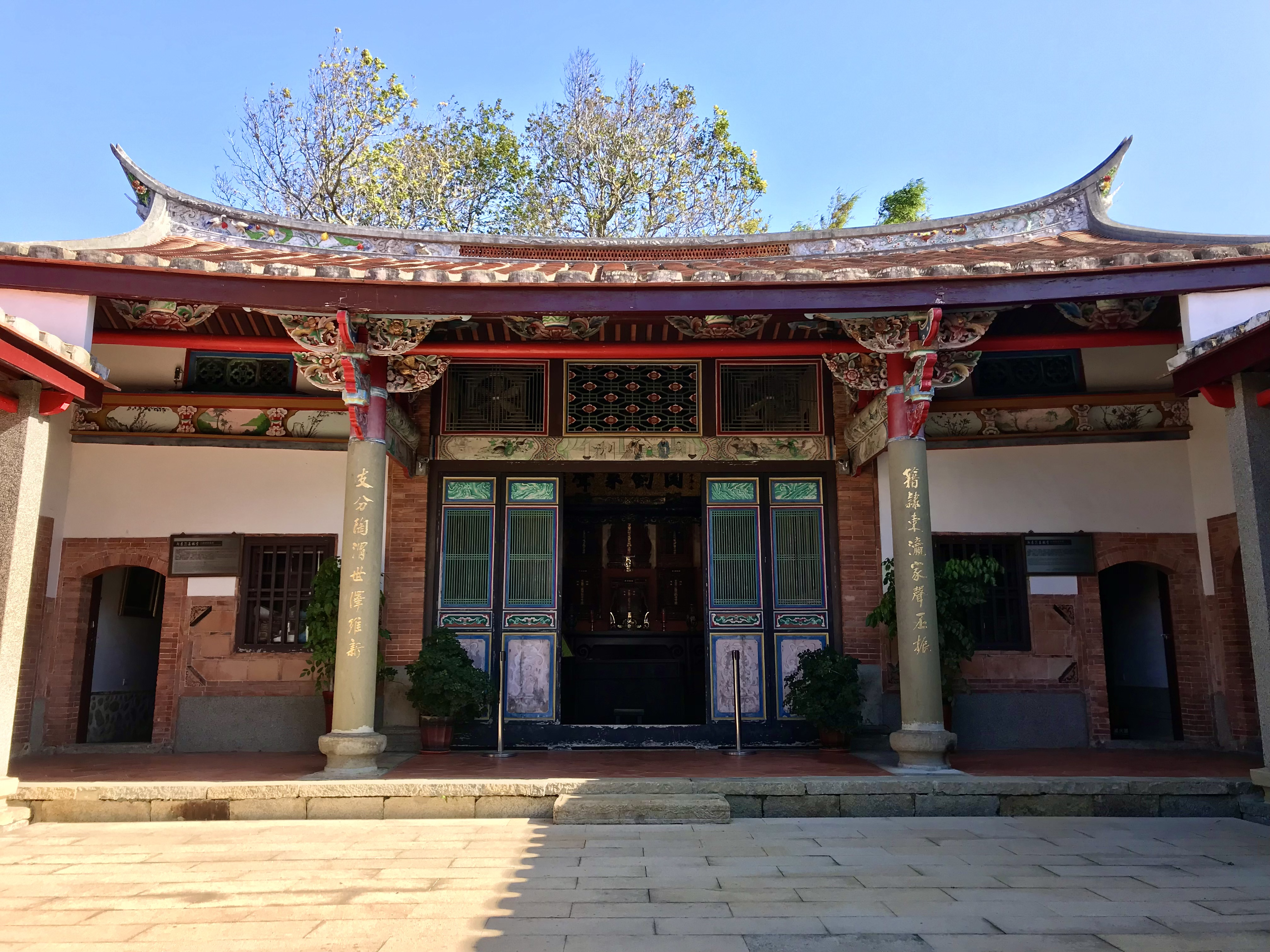
後堂

范姜祖屋於1985年公告為三級古蹟。據族人范姜春光表示，1997年他們就向內政部提出申請修復，當時缺少經費，以致遲遲無法進行。縣政府和文建會經過兩年規畫，先進行修復主建築、防治蟲蟻處理和增添火警設備。2007年3月1日，潤昶公司開始動工時，由文化局長陳學聖主持動工儀式。在耗資新台幣1千9百萬元修復後，2008年7月6日舉行祖牌登龕儀式，由副總統蕭萬長、國民黨主席吳伯雄、文建會主委黃碧端、桃園縣長朱立倫、及文化局長陳學聖共同主持。
之後行政院客家委員會以420萬元補貼，整修三連棟式建物的左橫屋，2017年完工。修復後，2021年11月19日晚，桃園市長鄭文燦在前埕宴請二十六國駐臺大使、代表。左橫屋作為新屋區樂齡學習中心的學堂，於該年12月24日啟用。

## 外部連結
- 國家文化資產網-新屋范姜祖堂（页面存档备份，存于）